# Josh Gilbert

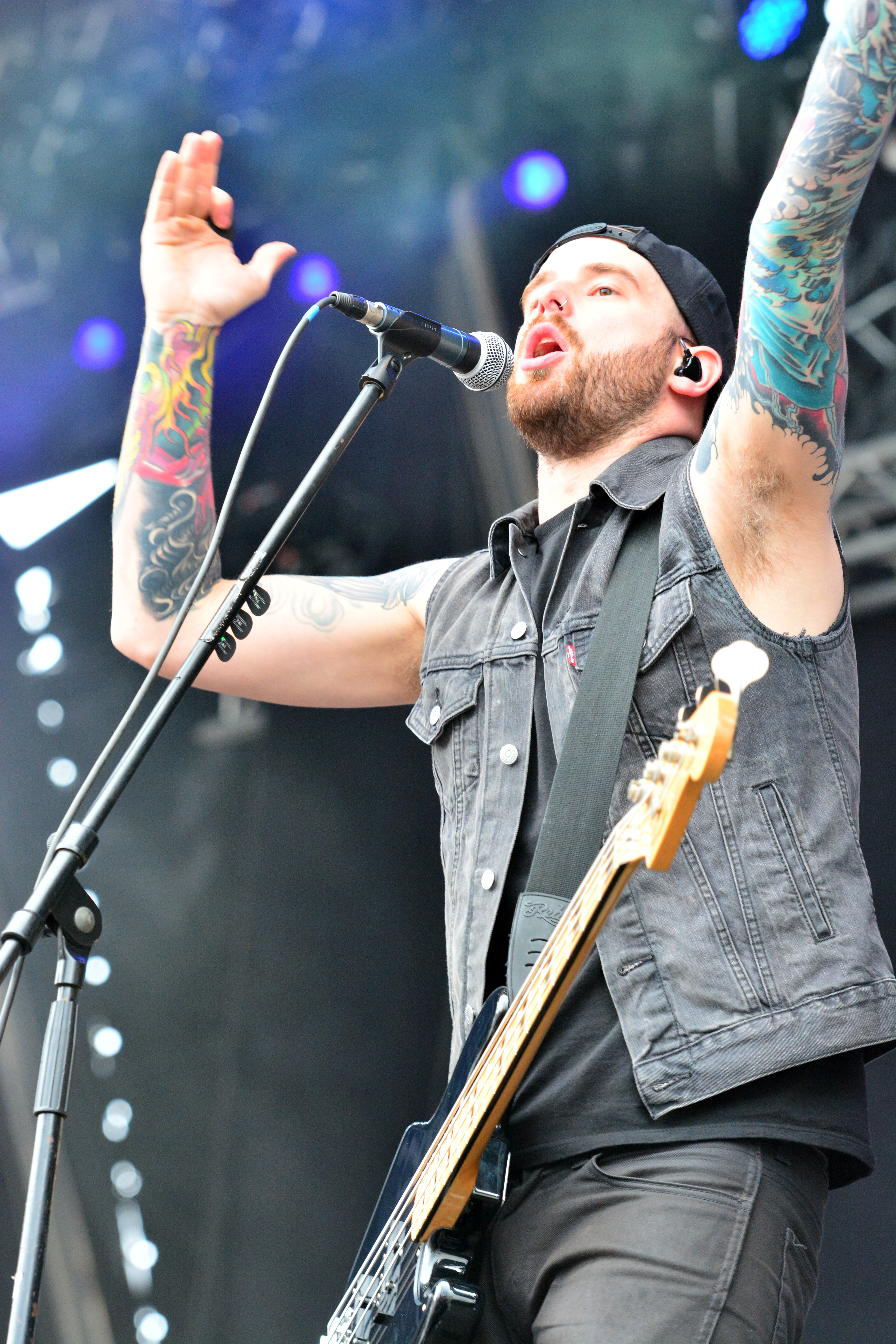
Josh Gilbert (2014)

Josh Gilbert (* 17. März 1987 in Birmingham, Alabama) ist ein US-amerikanischer Bassist, Sänger, Songwriter und Produzent. Er ist Mitglied der Band Spiritbox und war Mitglied der Bands As I Lay Dying und Wovenwar.

## Werdegang
Josh Gilbert startete seine Karriere in der Band Mothra, die sich später in This Endearing umbenannten. Diese Band löste sich im Jahre 2006 auf. Kurz zuvor schickte Gilbert ein Demo an Tim Lambesis, dem Sänger der Metalcore-Band As I Lay Dying. Im Jahre 2007 schloss sich Josh Gilbert As I Lay Dying an und wurde Nachfolger von Clint Norris. Dabei übernahm Gilbert neben dem Bass noch den Klargesang. Ein Jahr später wurden As I Lay Dying für den Grammy in der Kategorie Best Metal Performance nominiert. Gilbert veröffentlichte mit As I Lay Dying zunächst drei Alben und eine Kompilation, bevor Sänger Tim Lambesis im Mai 2013 verhaftet wurde, nachdem er versuchte, einen Auftragsmörder anzuheuern, der seine Ehefrau töten sollte.
Lambesis wurde im Mai 2014 zu sechs Jahren Haft verurteilt. Die restlichen Bandmitglieder gründeten mit Wovenwar eine neue Band, bei der Shane Blay von der Band Oh, Sleeper den Gesang übernahm. Wovenwar veröffentlichten zwei Studioalben, ehe die ehemaligen Mitglieder von As I Lay Dying sich im Jahre 2018 wieder mit dem aus der Haft freigelassenen Tim Lambesis vereinigten, was zu kontroversen Reaktionen führte.  Ein Jahr später erschien ein weiteres Album, ehe Gilbert im Jahre 2022 As I Lay Dying wieder verließ.
Darüber hinaus war Josh Gilbert noch als Gastmusiker für Bands wie Austrian Death Machine und War of Ages aktiv. Er produzierte unter anderem das Album Revival von Light the Torch sowie Dear Monsters von Bad Wolves, bei dem er auch bei Songwriting half. Seit Mai 2022 half Josh Gilbert der Band Spiritbox als Live-Bassist aus, nachdem sein Vorgänger Bill Crook die Band verließ. Im April 2023 wurde er zu Beginn der Eternal Blue Tour zum festen Bandmitglied befördert.

## Diskografie
| mit As I Lay Dying - 2007: An Ocean Between Us - 2010: The Powerless Rise - 2012: Awakened - 2019: Shaped by Fire | mit Wovenwar mit Spiritbox - 2025: Tsunami Sea |

als Gastmusiker
- 2023: ONI – Aura (feat. Howard Jones) auf dem Album The Silver Line